# Albert Ballin
Pour les articles homonymes, voir Ballin.
Albert Ballin, né le 15 août 1857 à Hambourg et mort le 9 novembre 1918 dans la même ville, est un homme d'affaires allemand. Il est directeur de compagnie maritime.

## Biographie
Son père, Samuel Ballin, d'origine juive, fonde l'agence Morris & Co, à Hambourg en 1852. Après sa mort, Albert Ballin reprend le commerce.
Le 9 novembre 1918, jour de l'annonce de l'abdication de l'empereur Guillaume II et de la proclamation de la République en Allemagne, Albert Ballin succombe à une overdose de barbituriques à Hambourg.

## Directeur d'une compagnie de navigation
À partir de 1899, il est directeur général de la Compagnie transatlantique Hambourg-America, (H.A.P.A.G.).
Sous son impulsion, la HAPAG devient l'une des premières compagnies maritimes mondiales, et Hambourg un grand port international. 
En 1898, il fait construire sur l'île de Veddel, face aux quais, un ensemble de halles comprenant des dortoirs modernes, deux hôtels, un réfectoire cacher, une église, une synagogue, un pavillon de musique, un hôpital rudimentaire, une écurie et même un terrain de sports. 

## Première Guerre mondiale
Très conscient que la rivalité navale, tant civile que militaire, entre le Royaume-Uni et l'Empire allemand, pouvait mener à la guerre, il tente une médiation, en vain, entre les deux pays.
En juillet 1914, il rencontre à Londres Winston Churchill, alors premier Lord de l'Amirauté, qui lui dit « Mon cher ami, ne nous forcez pas à entrer en guerre ». Albert Ballin est alors parfaitement conscient que le Royaume-Uni est en passe d'entrer en guerre aux côtés de la France.
En février 1917, lorsque l'empereur d'Allemagne Guillaume II annonce la guerre sous-marine à outrance, Albert Ballin fustige les prévisions trop optimistes de l'amiral Alfred von Tirpitz, qu'il définit comme un « acrobate de la statistique ».